# Калініна Ганна Георгіївна
Ганна Георгіївна Калініна (1 травня 1979) — українська яхтсменка, призер Олімпійських ігор.
Олімпійську медаль Ганна Калініна виборола на афінській Олімпіаді у вітрильному спорті в класі Інглінг разом із Русланою Таран та Світланою Матевушевою.